# Principe azzurro

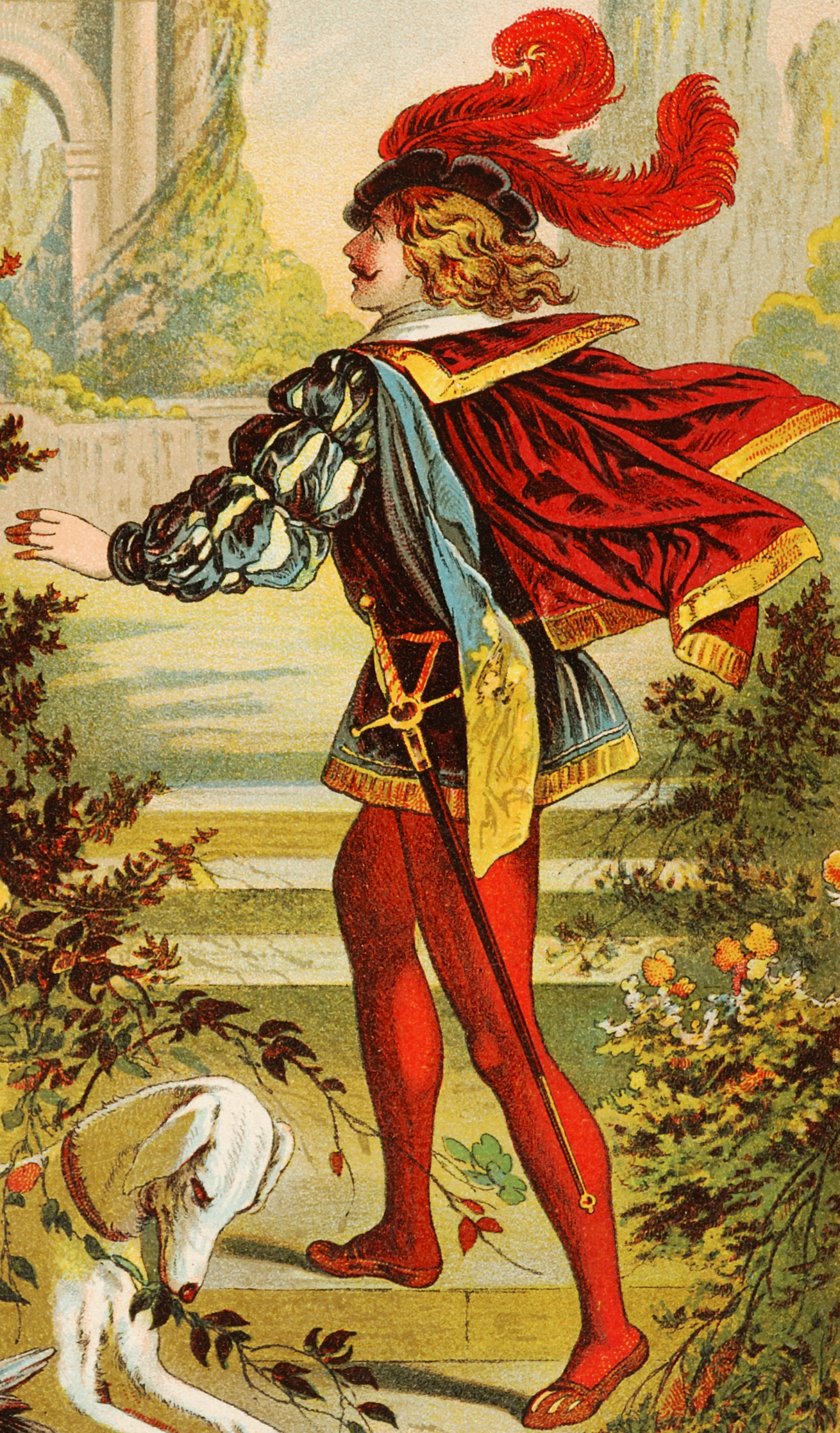
Il principe azzurro della bella addormentata nel bosco. Illustrazione di Heinrich Leutemann o Carl Offterdinger.

Il principe azzurro è un personaggio ricorrente nella narrativa popolare e in particolare nella fiaba. Si tratta di un bel ragazzo, figlio di un re, che aiuta la protagonista della fiaba e la salva da incantesimi maligni, streghe o matrigne cattive. Le innumerevoli versioni di questo genere di personaggio sono apparse in varie fiabe tradizionali: ad esempio viene chiamato "principe azzurro"  il personaggio che sposa Cenerentola e che, con il suo bacio, sveglia Biancaneve e la bella addormentata dall'incantesimo del sonno. Il principe azzurro è presente anche in racconti come "Raperonzolo" e "Pelle d'asino". Nella fiaba "Il principe ranocchio" c'è un'inversione di ruoli, dato che è il principe azzurro ad essere salvato grazie al bacio ricevuto della principessa.

## Caratterizzazione dello stereotipo
Il principe azzurro è raramente caratterizzato in modo preciso; spesso di lui si sa solo che è un ragazzo bellissimo, onesto, sensibile, coraggioso e molto romantico.
La figura del principe azzurro rappresenta il coronamento di un sogno d'amore che premia la protagonista della fiaba al termine delle sue disavventure. Nella maggior parte dei casi, il matrimonio fra la protagonista e il principe azzurro è l'elemento fondamentale che caratterizza il lieto fine del racconto. Proprio l'amore che prova il principe nei confronti della ragazza è spesso il tratto che gli consente di liberarla (come il bacio che risveglia la bella addormentata nel bosco da un sonno apparentemente "mortale").
Altri elementi comuni dello stereotipo sono i capelli biondi, gli occhi azzurri, l'abbigliamento principesco (in genere di colore azzurro, bianco e oro), e il fatto di montare un cavallo bianco.

## In altre lingue e origine del nome
Il nome "principe azzurro" è utilizzato in italiano e in spagnolo (príncipe azul). Un'altra denominazione comune è principe affascinante, usata per esempio in inglese (Prince Charming) e francese (prince charmant). "Azzurro" non è il nome anagrafico del principe: i termini "principe azzurro" e "principe affascinante" vengono adottati poiché spesso il vero nome del principe della fiaba non viene mai menzionato durante lo svolgimento della storia.
L'azzurro a cui fa riferimento la versione italiana e spagnola è di origine incerta. 
Nonostante in francese si dica principe affascinante, c'è una possibile origine dal francese derivante da Prince Azur e Prince Blue.
C'è anche una teoria che vorrebbe che il nome richiamasse il colore tradizionale della Casa Savoia. Anche il principe Vittorio Emanuele II di Savoia venne chiamato "principe azzurro", ma solo a posteriori da Giovanni Artieri. La locuzione "principe azzurro" trova probabilmente la sua prima registrazione lessicografica nel Vocabolario della lingua italiana della Reale Accademia d'Italia.
In portoghese viene detto Príncipe Encantado, la cui traduzione in italiano è principe incantato, principe felice. Il nome si discosta dalla traduzione dal francese "Charmant" = affascinante; la traduzione letterale avrebbe dovuto essere Encantador or Charmoso.
Molto spesso si dice che la fiaba ha origine in Romania, grazie al celebre scrittore Mihai Eminescu. Infatti, l'autore ha scritto "Făt-Frumos".

## Usi metaforici dell'appellativo "principe azzurro"
L'appellativo "principe azzurro" viene spesso usato nel linguaggio comune per indicare l'uomo perfetto (bello, sincero, romantico), che ogni donna vorrebbe come marito o fidanzato.

## Reinterpretazioni
Come tutti gli stereotipi delle fiabe, il principe azzurro è stato spesso oggetto di rivisitazioni, tipicamente in chiave parodistica. Uno degli esempi recenti più celebri è il film di animazione Shrek 2, dove il principe viene rappresentato come un cinico narcisista che cerca di sposare la principessa con l'inganno, sottraendola al suo vero amore, che in questo caso, nella logica rovesciata del film, è l'orco.